# فيرخني أوفالي
فيرخني أوفالي أو أوفالي العليا (بالروسية: Верхний Уфалей) هي إحدى مدن روسيا في الكيان الفدرالي الروسي أوبلاست تشيليابنسك.